# Porphyrinia roseonivea
Porphyrinia roseonivea är en fjärilsart som beskrevs av Walker 1864. Porphyrinia roseonivea ingår i släktet Porphyrinia och familjen nattflyn. Inga underarter finns listade i Catalogue of Life.